# Endoiastinae
Endoiastinae (лат.) — подсемейство равнокрылых насекомых из семейства горбаток (Membracidae).
Неотропика: Южная Америка (в том числе Аргентина, Бразилия), Центральная Америка (на север до Гватемалы). 3 рода. Длина 3—4 мм. Пронотум не выступает назад и не нависает над скутеллюмом (скутеллюм сзади заострённый). Задние крылья с редуцированным жилкованием, маргинальная жилка редуцирована (Stictodepsa) или отсутствует.

## Систематика
3 рода
- Endoiastini Deitz and Dietrich, 1993
  - Endoiastus Fowler, 1896 — 1 вид
  - Scytodepsa Stål, 1869 — 3 вида
  - Stictodepsa Stål, 1869 — 1 вид